# Стефан Стоенчев
Стефан Стоенчев е български търговец и политик, член на Народната партия. Изборът му за кмет на Стара Загора е суспендиран.

## Биография
Роден е през 1851 г. в село Дълбоки. Завършва класното училище в Ески Загра и започва да се занимава с търговия. Работи като общински съветник, училищен настоятел и църковен настоятел. Избран е за кмет на 25 октомври 1903 г., но изборът му е обявен за незаконен и мандатът прекратен. Умира през 1921 г.